# Polýaigos
Polýaigos (en grec moderne : Πολύαιγος, étymologiquement « Beaucoup-de-chèvres ») est une île grecque située dans l'archipel des Cyclades à 2 km de l'île de Kimolos. C'est la plus grande Cyclade inhabitée. Elle est une propriété de l'Église orthodoxe.

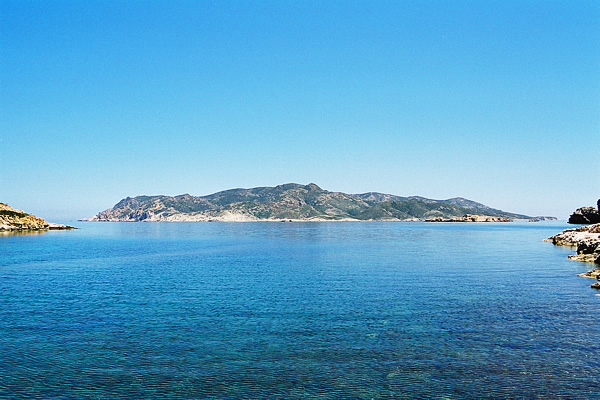